# Myriam Fox-Jerusalmi
Myriam Fox-Jerusalmi, född den 24 oktober 1961 i Marseille, Frankrike, är en fransk kanotist.
Hon tog OS-brons på K-1 i slalom i samband med de olympiska kanottävlingarna 1996 i Atlanta.
Hon är mor till Jess Fox.